# Alfred Uhry
Alfred Fox Uhry (Atlanta, 3 dicembre 1936) è un drammaturgo, sceneggiatore e librettista statunitense, vincitore di un Premio Oscar, di un Premio Pulitzer e di due Tony Award.

## Biografia
Ha studiato all'Università Brown ed è noto soprattutto per aver scritto la Trilogia di Atlanta, composta dai drammi A spasso con Daisy (Premio Pulitzer per la drammaturgia, 1988), The Last Night of Ballyhoo (Tony Award alla migliore opera teatrale, 1997) e dal musical Parade con musiche di Jason Robert Brown (Tony Award al miglior libretto di un musical, 1999).
Nel 1989 scrive la sceneggiatura per l'omonimo adattamento cinematografico di A spasso con Daisy (Driving Miss Daisy), diretto da Bruce Beresford e interpretato da Jessica Tandy, Morgan Freeman, Dan Aykroyd e Patti LuPone. La sceneggiatura gli vale l'Oscar alla migliore sceneggiatura non originale nel 1990, una delle quattro statuette vinte dal film.

## Filmografia parziale

### Sceneggiatore
- Mystic Pizza, regia di Donald Petrie (1988)
- A spasso con Daisy (Driving Miss Daisy), regia di Bruce Beresford (1989)

## Riconoscimenti
- Premio Oscar
  - 1990 – Migliore sceneggiatura non originale per A spasso con Daisy
- Premio Pulitzer
  - 1988 – Premio Pulitzer per la drammaturgia per A spasso con Daisy
- Tony Award
  - 1976 – Candidatura come Miglior libretto di un musical per The Robber Bridegroom
  - 1997 – Migliore opera teatrale per The Last Night of Ballyhoo
  - 1999 – Miglior libretto di un musical per Parade